# Valentina Vezzali
Valentina Vezzali, född den 14 februari 1974 i Jesi, Italien, är en italiensk fäktare. 
Vezzali tog OS-guld i damernas lagtävling i florett i samband med de olympiska fäktningstävlingarna 2012 i London.